# Gedeon Richter
Gedeon Richter plc (угор. Richter Gedeon Nyrt.) — угорська транснаціональна корпорація, яка спеціалізується на виготовленні лікарських та фармацевтичних препаратів. Штаб-квартира знаходиться в Будапешті. Компанія є однією з найбільших в своїй галузі в Центральній та Східній Європі та здійснює свою діяльність в більш ніж 40 країнах.
Початок діяльності компанії 1901 року ознаменував собою початок діяльності всієї фармацевтичної галузі Угорщини.
Gedeon Richter котується на Будапештській фондовій біржі. Ринкова капіталізація компанії на 2018 рік становила приблизно 6,6 млрд. доларів. Компанія також присутня на біржі Euronext.

## Історія

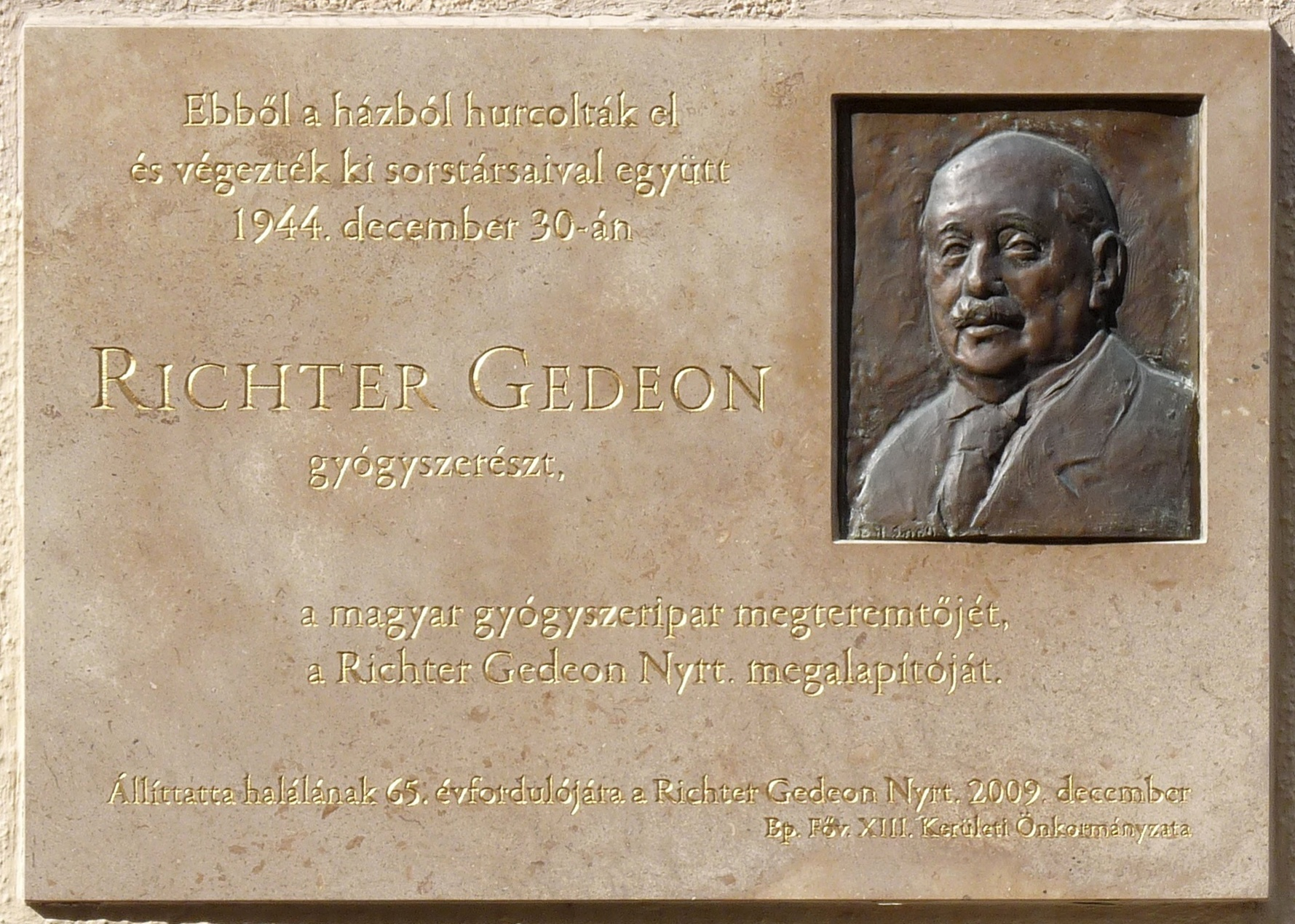
Меморіальна дошка засновника компанії

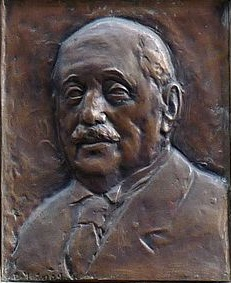
Ґедеон Ріхтер, засновник компанії

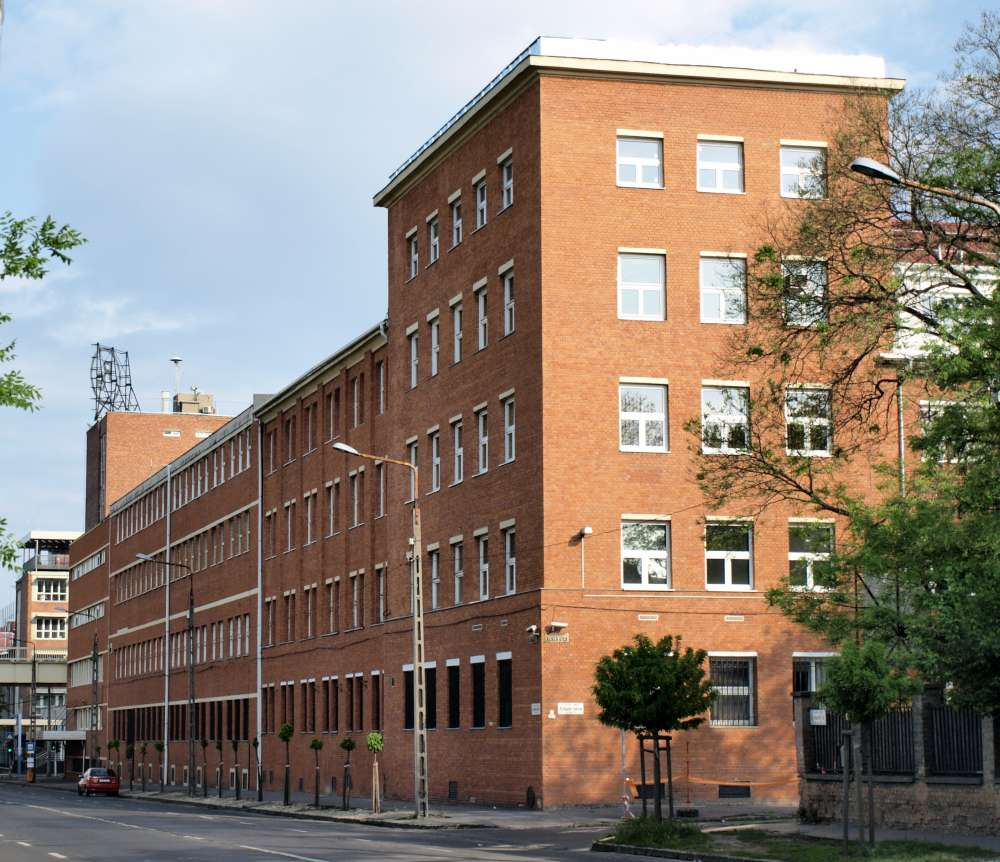
Виробниче приміщення компанії в Будапешті

Компанія була заснована 1901 року як маленьке виробництво фармацевтики. Саме тоді на підприємстві було запущено незалежні фармацевтичні дослідження. Проте фармацевтичне виробництво на промисловому рівні потребувало більших інвестицій. Першопочатково на виробництві використовувались екстракти з органів тварин, з яких виготовлялись органотерапевтичні ліки.
Фабрика була збудована 1907 року в передмісті Будапешта. Ідучи в ногу з розвитком фармацевтики, компанія почала виготовляти ліки на травах, використовуючи рослинні екстракти та, згодом, синтетичні продукти. Компанія стала впізнаваною на ринку завдяки препаратам на основі лецитину, антисептичним та жарознижувальним препаратам, а також болезапокійливим «Гіперолу», «Калмопірину» та Тоногену, які досі випускаються.
1934 року Констант Янссен придбав права на дистрибуцію продукцію Gedeon Richter.

## Сьогодення
Компанія продає продукцію для гінекології, нервової системи, кардіології та інших галузей медицини.
У корпорації є дві фабрики: одна зі штаб-квартирою в Будапешті, та інша — дочірня компанія в Дорозі, яка діє з 1967 року.
2010 року Gedeon Richter придбала 100% акцій швейцарської компанії Preglem за 337 млн. євро. У компанії є спільні підприємства в Індії з Themis Medicare та в Німеччині з Helm AG.
2015 року Gedeon Richter уклала угоду з Stada Arzneimittel про дистрибуцію пегфілграстима, згідно якої Stada Arzneimittel брала на себе зобов'язання з продажу у Європі, в той час як Gedeon Richter був би відповідальний за продаж у решті світу.
У вересні 2018 року компанія почала співпрацю з Mithra Pharmaceuticals для продажу контрацептивів Estelle у Європі.